# Noah Mbamba
Noah Mbamba-Muanda (Ixelles, 5 de enero de 2005) es un futbolista belga. Juega de defensa y su equipo es el F. C. V. Dender E. H. de la Primera División de Bélgica.

## Trayectoria
Jugó con el Club NXT, equipo reserva del Club Brujas, el 22 de enero de 2021 ante el Lierse SK en la Segunda División de Bélgica.
Tuvo minutos con el primer equipo en la Primera División de Bélgica el 23 de mayo de 2021 ante el K. R. C. Genk a los 16 años. Hizo su debut en Liga de Campeones el 3 de noviembre contra el Manchester City.[cita requerida]
En septiembre de 2022 fue incluido en la lista de promesas del fútbol mundial del periódico británico The Guardian.
En enero de 2023, después de haber participado en 25 encuentros con el Club Brujas desde su llegada en 2020, fue traspasado al Bayer 04 Leverkusen. En este equipo estuvo una temporada y media antes de ser prestado al Fortuna Düsseldorf para que pudiera tener más minutos en la 2. Bundesliga. La cesión se canceló en febrero y regresó a Bélgica para completar la campaña en el F. C. V. Dender E. H. Antes de que esta terminara, ambos clubes acordaron extenderla un año más.

## Selección nacional
Mbamba es internacional en categorías inferiores por Bélgica.

## Estadísticas
Actualizado al último partido disputado el 26 de julio de 2025.
| Club                             | Div.          | Temporada     | Liga  | Liga  | Copas nacionales | Copas nacionales | Copas internacionales | Copas internacionales | Total | Total |
| Club                             | Div.          | Temporada     | Part. | Goles | Part.            | Goles            | Part.                 | Goles                 | Part. | Goles |
| -------------------------------- | ------------- | ------------- | ----- | ----- | ---------------- | ---------------- | --------------------- | --------------------- | ----- | ----- |
| Club NXT · Bélgica               | 2.ª           | 2020-21       | 11    | 0     | –                | –                | –                     | –                     | 11    | 0     |
| Club Brujas · Bélgica            | 1.ª           | 2020-21       | 1     | 0     | 0                | 0                | –                     | –                     | 1     | 0     |
| Club Brujas · Bélgica            | 1.ª           | 2021-22       | 14    | 0     | 4                | 0                | 3                     | 0                     | 21    | 0     |
| Club Brujas · Bélgica            | 1.ª           | 2022-23       | 2     | 0     | 1                | 0                | 0                     | 0                     | 3     | 0     |
| Club Brujas · Bélgica            | Total club    | Total club    | 17    | 0     | 5                | 0                | 3                     | 0                     | 25    | 0     |
| Club NXT · Bélgica               | 2.ª           | 2022-23       | 9     | 3     | –                | –                | –                     | –                     | 9     | 0     |
| Club NXT · Bélgica               | Total club    | Total club    | 20    | 3     | 0                | 0                | 0                     | 0                     | 20    | 3     |
| Bayer 04 Leverkusen · Alemania   | 1.ª           | 2022-23       | 1     | 0     | –                | –                | 0                     | 0                     | 1     | 0     |
| Bayer 04 Leverkusen · Alemania   | 1.ª           | 2023-24       | 3     | 0     | 1                | 0                | 2                     | 0                     | 6     | 0     |
| Bayer 04 Leverkusen · Alemania   | Total club    | Total club    | 4     | 0     | 1                | 0                | 2                     | 0                     | 7     | 0     |
| Fortuna Düsseldorf II · Alemania | 4.ª           | 2024-25       | 2     | 1     | –                | –                | –                     | –                     | 2     | 1     |
| Fortuna Düsseldorf II · Alemania | Total club    | Total club    | 2     | 1     | 0                | 0                | 0                     | 0                     | 2     | 1     |
| Fortuna Düsseldorf · Alemania    | 2.ª           | 2024-25       | 6     | 0     | 1                | 0                | –                     | –                     | 7     | 0     |
| Fortuna Düsseldorf · Alemania    | Total club    | Total club    | 6     | 0     | 1                | 0                | 0                     | 0                     | 7     | 0     |
| F. C. V. Dender E. H. · Bélgica  | 1.ª           | 2024-25       | 9     | 0     | –                | –                | –                     | –                     | 9     | 0     |
| F. C. V. Dender E. H. · Bélgica  | 1.ª           | 2025-26       | 1     | 0     | 0                | 0                | –                     | –                     | 1     | 0     |
| F. C. V. Dender E. H. · Bélgica  | Total club    | Total club    | 10    | 0     | 0                | 0                | 0                     | 0                     | 10    | 0     |
| Total carrera                    | Total carrera | Total carrera | 59    | 4     | 7                | 0                | 5                     | 0                     | 71    | 4     |
| 1. 2.                            |               |               |       |       |                  |                  |                       |                       |       |       |

## Palmarés

### Títulos nacionales
| Título                      | Club                | País     | Año     |
| --------------------------- | ------------------- | -------- | ------- |
| Primera División de Bélgica | Club Brujas         | Bélgica  | 2020-21 |
| Supercopa de Bélgica        | Club Brujas         | Bélgica  | 2021    |
| Primera División de Bélgica | Club Brujas         | Bélgica  | 2021-22 |
| Supercopa de Bélgica        | Club Brujas         | Bélgica  | 2022    |
| Bundesliga                  | Bayer 04 Leverkusen | Alemania | 2023-24 |
| Copa de Alemania            | Bayer 04 Leverkusen | Alemania | 2023-24 |

## Vida personal
Nacido en Bélgica, Mbamba es descendiente congolés.